# Christoffel Pullmann

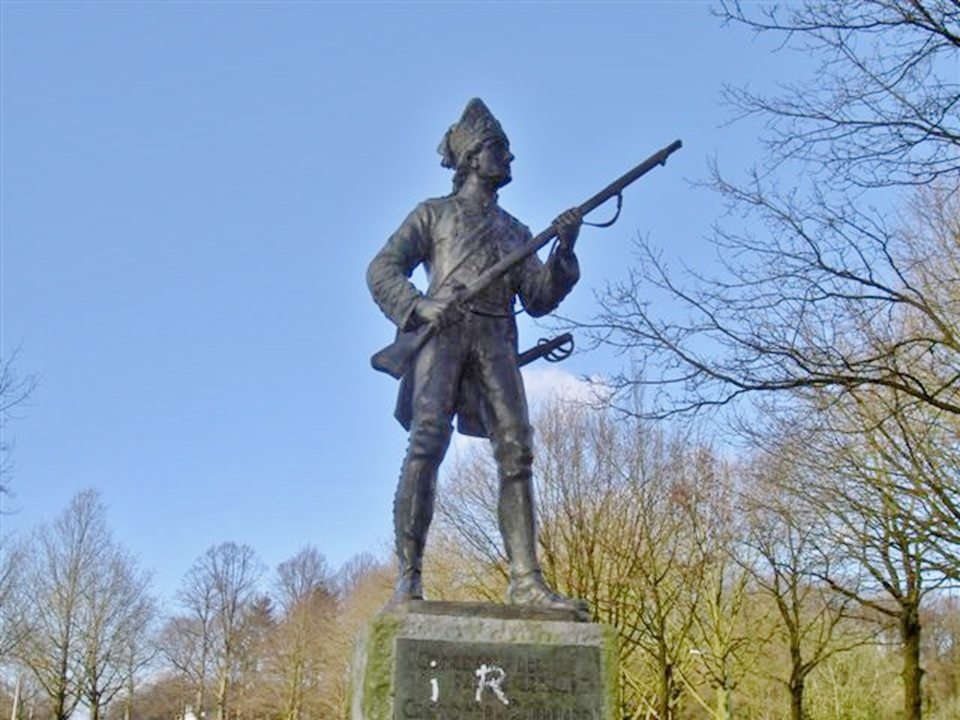
Christoffel Pullmann

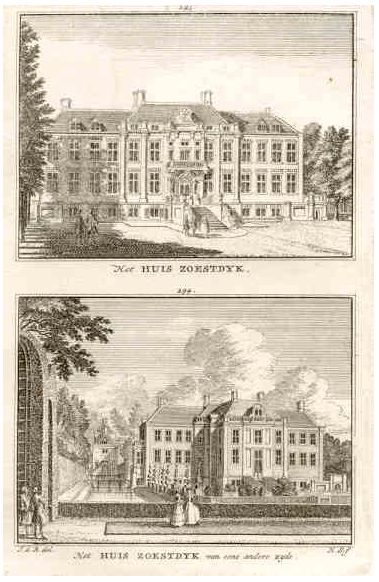
Paleis Soestdijk rond 1750

Christoffel Pullmann (ca. 1759 – Baarn, 27 juli 1787) was een Duits huursoldaat die omgekomen is tijdens zijn wacht bij Paleis Soestdijk.

## Patriotten en Prinsgezinden

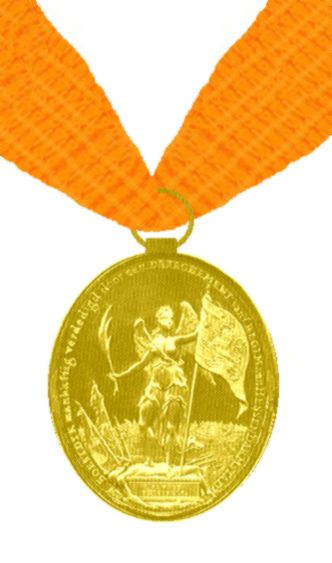
De medaille die werd toegekend aan de verdedigers van Soestdijk

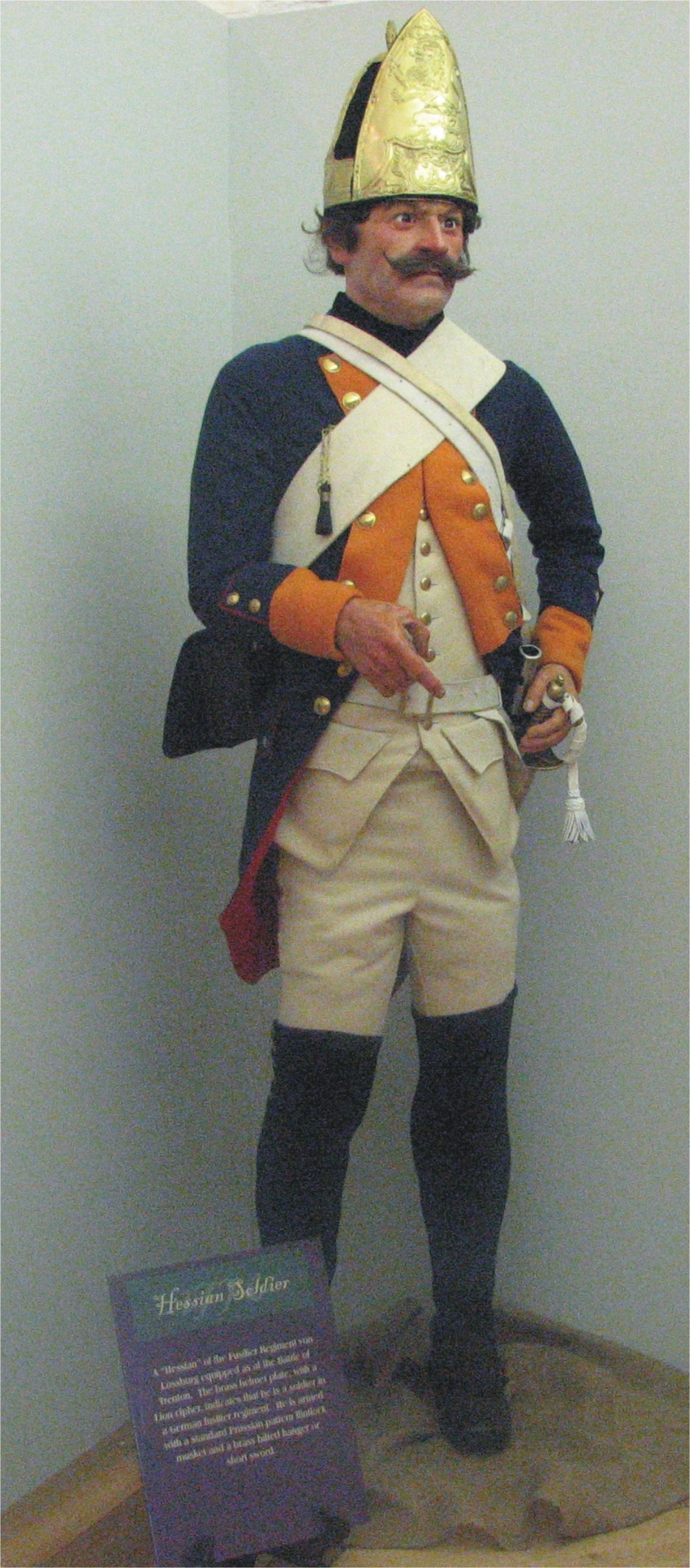
Een Hessisch Uniform

In de nacht van 27 juli 1787 was een leger van zo’n 300 Patriotten, onder leiding van Frederik III Rijngraaf van Salm-Kyrburg op weg naar Paleis Soestdijk. Prins Willem V durfde al enige tijd niet meer naar Soestdijk vanwege de vele strubbelingen tussen Patriotten en Prinsgezinden in de regio. Hij had een detachement van het Regiment van Hessen-Darmstadt op het paleis gelegerd om de orde te bewaken. Op hun weg naar Soestdijk hadden de patriotten al twee wachtposten weten te overmeesteren, maar bij het paleis stuitten ze op de grenadier Christoffel Pullmann. De patriotten probeerden hem om te kopen en hem zo zijn wapens afhandig te maken, maar hij antwoordde daarop “Ich bin ein ehrlicher Kerl…” (Ik ben een eerlijke man). Daarop werd hij ter plekke doodgeschoten. Salm gaf hierop zijn patriotten het bevel het paleis te plunderen, maar door het geweerschot was de Hessische brigade gewekt, en zonder tijd te nemen zich aan te kleden grepen ze het geweer en verdedigden het paleis. De patriotten zagen zich genoodzaakt zich terug te trekken, en paleis Soestdijk bleef veilig, ondanks de schade die op het voorplein was opgelopen.

## Beloning
De verdedigers van het paleis werden gedecoreerd met een gouden of zilveren erepenning. De weduwe van Christoffel Pullmann werd een goed pensioen toegezegd.

## Monument
Sinds 1787 hebben er twee gedenktekens voor Christoffel Pullmann gestaan in de nabijheid van het Paleis. De monumenten stonden alle twee aan de weg van Utrecht naar Soestdijk (de huidige Biltseweg), maar het tweede monument is verplaatst naar een parkeerplaatsje aan de overkant van het paleis, waar een klein zithoekje is gemaakt zodat men rustig naar het monument kan kijken

### Eerste monument

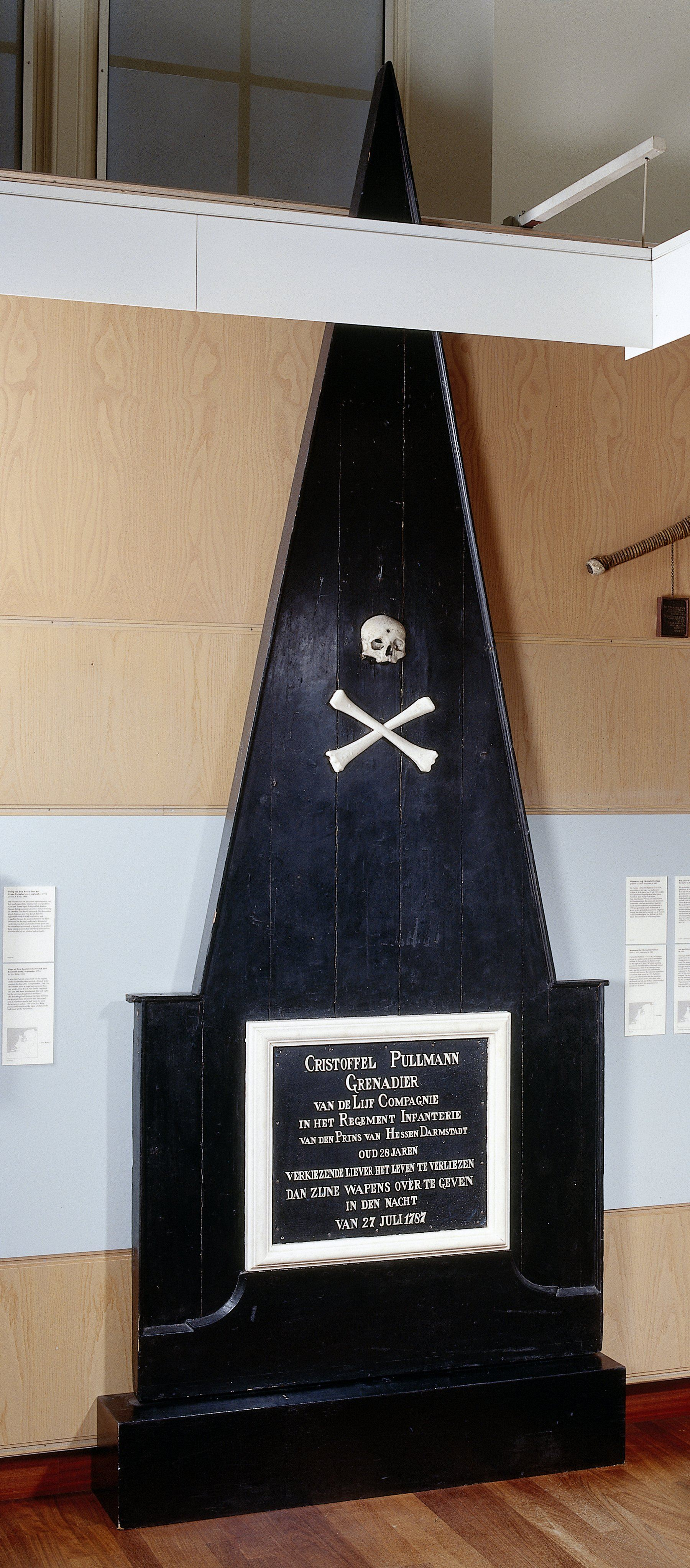
Monument voor Cristoffel Pullmann in het Rijksmuseum

Een houten plaat, vierkant, aan de bovenkant spits toelopend, met op de voorkant een schedel met een gat in het voorhoofd boven twee gekruiste botten. In het midden een plaquette met het opschrift: 
Christoffel Pullmann,
Grenadier
van de Lyf-Compagnie
in het Regiment Infanterie
van den Prins van Hessen Darmstad
oud 28 jaaren;
Verkiezende liever ’t leven te verliezen
dan zyne wapens overtegeven,
in den nagt
van den 27 July 1787
Het houten monument is tegenwoordig te zien in het Rijksmuseum te Amsterdam.

### Tweede monument
Onthuld door kroonprinses Juliana in 1937. Een bronzen beeld van de grenadier in het uniform van Hessen-Darmstadt, met de vinger aan de trekker van zijn geweer, op een stenen sokkel met daarop een plaquette.